# Aaron Irving
Aaron Irving (* 3. března 1996 Edmonton, Alberta, Kanada) je kanadský hokejový obránce. V české hokejové lize nastupoval za kluby HC Verva Litvínov a HC Sparta Praha. Dne 13. ledna 2025 vyrovnal rekord v počtu branek vstřelených zahraničním obráncem v TELH Tuto hranici překonal v zápase proti HC Škoda Plzeň, který se hrál 2. února 2025.

## Život
Irving svou hokejovou kariéru zahájil v systému kanadské juniorské soutěže Western Hockey League (WHL), kde oblékal dres Edmonton Oil Kings. Po přesunu do Evropy začal působit v Norsku, kde hrál za tým Storhamar. Následně zamířil do švédské soutěže HockeyAllsvenskan, kde nastupoval za Örebro HK.
V sezóně 2020/2021 přestoupil do HC Verva Litvínov, kde odehrál dvě sezóny a stal se jedním z klíčových hráčů týmu. Po ukončení angažmá v Litvínově následoval přestup do finské Liigy. Z Finska se poté přesunul do švýcarské ligy, načež přestoupil do HC Sparta Praha

## Ocenění a úspěchy
- 2018 ECHL – All-Rookie Tým
- 2019 Elit. – Nejlepší střelec mezi obránci
- 2019 Elit. – All-Star Tým
- 2025 ČHL – Nejlepší střelec mezi obránci
- 2025 ČHL – Nejproduktivnější obránce
- 2025 ČHL – Nejlepší střelec v přesilových hrách
- 2025 ČHL – Nejlepší obránce

## Prvenství
- Debut v ČHL – 20. září 2020 (HC Verva Litvínov proti Mountfield HK)
- První asistence v ČHL – 27. listopadu 2020 (HC Dynamo Pardubice proti HC Verva Litvínov)
- První gól v ČHL – 29. listopadu 2020 (HC Sparta Praha proti HC Verva Litvínov, českému brankáři Matěji Machovskému)
- První hattrick v ČHL – 8. prosince 2024 (HC Sparta Praha proti HC Kometa Brno)